# Blé poulard

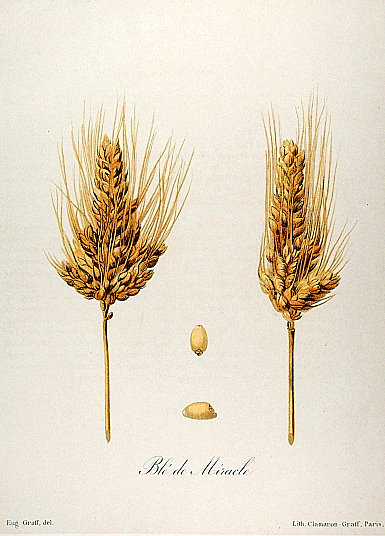
Blé de Miracle

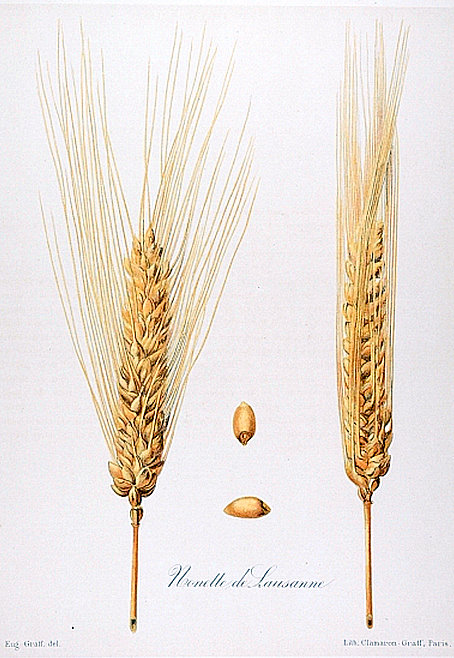
Blé Nonette de Lausanne

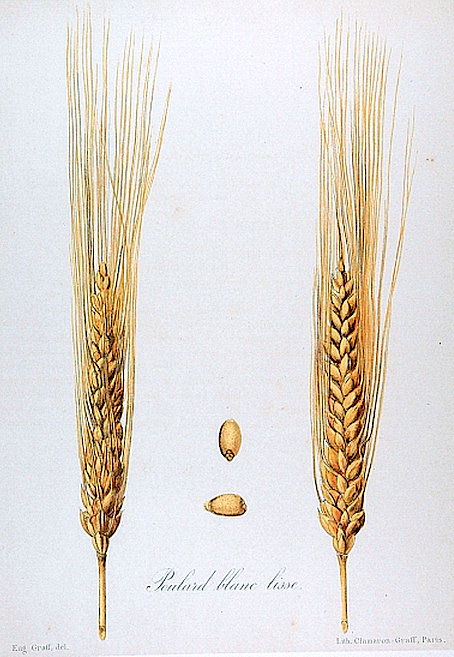
Blé poulard blanc lisse

Le blé poulard (Triticum turgidum L. subsp. turgidum) est une espèce de blé barbu ancienne, proche du blé dur, caractérisée par ses grains renflés et une bonne résistance aux grandes chaleurs.
Il a été nommé ainsi car ses grains épais et renflés font penser à une poule engraissée. C'est aujourd'hui une culture relique mais qui suscite de nouveau l'intérêt pour ses caractéristiques partagées avec d'autres grains anciens : goût, tolérance aux conditions difficiles, faible taux de gluten. Il convient à la production de pâtes.

## Histoire
Les blés poulards semblent être issus de l'amidonnier comme le blé dur et étaient surtout cultivés dans le centre de l'Europe avant 1900,.

## Variétés
Il en existe de nombreuses variétés-populations. Une collection de 58 variétés est testée à l'École d'ingénieurs de Purpan. Dans son catalogue Les meilleurs blés (1880), Vilmorin & Cie citait entre autres : Blé de Miracle, Blé Nonette de Lausanne, Blé poulard blanc lisse (illustrations).